# Христо Гълъбов
Христо Гълъбов (на гръцки: Χρήστος Γκάλμπος) е деец на Гръцката комунистическа партия и на Вътрешната македонска революционна организация (обединена).

## Биография
Роден е през 1898 година в костурското село Желегоже. Включва се от рано в работническото движение в Гърция и става през 1925 година член на синдикатите, а после и техен ръководител. През 1919 година влиза в редиците на ГКП, а през 1934 година и във ВМРО (обединена). Заради дейността си лежи по гръцките затвори в продължение на 20 години. Умира на 30 ноември 1963 година.